# Grande Lance de Domène
La Grande Lance de Domène est un sommet situé dans la chaîne de Belledonne, à 2 790 mètres d'altitude, dans le département de l'Isère.